# Joakim Bäckström
Joakim Bäckström (ur. 1 stycznia 1986 w Barsebäck) – szwedzki piłkarz ręczny grający na lewym skrzydle, reprezentant Szwecji.

## Sukcesy
- Mistrzostwa Polski:
  -  2012
  -  2011
  -  2010